# 우에다 에이지
우에다 에이지(일본어: 上田 栄治, 1953년 12월 22일 ~ )는 일본의 전 축구 선수, 감독이다.

## 구단 경력
1976년부터 1982년까지 일본 사커 리그의 후지타 공업에서 뛰었다. 1977년, 1979년, 1981년에 일본 사커 리그 우승을 차지하였다.

## 지도자 경력
2002년 일본 여자 국가대표팀 감독으로 선임되었다. 2003년 FIFA 여자 월드컵, 2004년 하계 올림픽에 출전했다.